# Elymus alatavicus
Elymus alatavicus är en gräsart som först beskrevs av Vasiliĭ Petrovich Drobow, och fick sitt nu gällande namn av Áskell Löve. Elymus alatavicus ingår i släktet elmar, och familjen gräs. Inga underarter finns listade i Catalogue of Life.